# 轻蔑时代
《轻蔑时代》(Czas pogardy) 是波兰奇幻作家安杰伊·萨普科夫斯基的《猎魔人》系列中第二部长篇小说，1995年由SuperNowa出版。

## 情节
利维亚的杰洛特向律师科德林格咨询，以查明试图抓捕希里的未知法师的身份。与此同时，叶奈法将希里从艾尔兰德的神庙带到了泰莫利亚的港口城市苟斯·维伦。叶奈法计划让希里进入城外仙尼德岛的艾瑞图萨魔法学院学习，并参加那里的法师大会。叶奈法在苟斯·维伦与一位矮人银行家谈生意时，允许希里在银行家的一位年轻雇员的陪同下参观这座城市。在参观一个稀有动物展览时，希里无意中引发了一场骚乱，她用叶奈法给她的一个以防万一的魔法护身符逃了出来。这引起了艾瑞图萨的前任女校长蒂莎娅和现任女校长玛格丽塔的注意。她们误会希里是逃学的学生。
重逢后，叶奈法、蒂莎娅和玛格丽塔讨论了希里即将在艾瑞图萨接受的教育。希里不愿意被 “囚禁 ”在学院，她偷了一匹马，骑到附近的一个小镇，听说杰洛特就住在那里。叶奈法对她穷追不舍，导致她与杰洛特重逢并和解。三人一起回到了仙尼德岛。
在法师大会之前的晚宴上，杰洛特遇到了几位法师，其中包括强大的法师威戈福特兹，他暗示一场权力斗争迫在眉睫，杰洛特必须选边站。威戈福特兹希望杰洛特站在他这一边，但杰洛特更愿意保持中立。瑞达尼亚国王的间谍头子迪杰斯特拉也试图拉拢杰洛特，但没有成功。
第二天清晨，杰洛特偶然遭遇了一场未遂政变。迪杰斯特拉和瑞达尼亚宫廷的女术士菲丽芭组织了这场政变，他们突袭并俘虏了包括威戈福特兹的几名法师，并打算指控威戈福特兹与尼弗迦德帝国合谋。资深女术士蒂莎娅对菲丽芭等人放弃中立顾问的角色感到愤怒。为了使威戈福特兹等人能够自卫，蒂莎娅解放了他们，并解除了学院内禁止施法的领域。双方于是大打出手。而听命于尼弗迦德帝国的松鼠党小队也通过密道对魔法学校展开了进攻。
杰洛特打倒了迪克斯特拉，并冲进去营救叶奈法和希里。在随后发生的混乱中，叶奈法和杰洛特击退了松鼠党，而希里则逃离了学院。她来到仙尼德岛最高处的海鸥之塔避难。追寻希里足迹的杰洛特遇到威戈福特兹，被他打败并受了重伤。威戈福特兹进入了海鸥之塔，但希里却通过一个不稳定的魔法传送门逃了出来，释放出的能量使塔坍塌，威戈福特兹的脸上也留下了伤疤。蒂莎娅意识到了自己的错误，在特丽丝的帮助下，将杰洛特带到了安全的地方，随后自杀身亡。
仙尼德岛事件发生后不久，丹德里恩发现杰洛特正在布洛克莱昂森林中休养，并得到了树妖的照顾，于是向他讲述了最近发生的事情：亚甸、利维亚和莱里亚很快落入尼弗迦德入侵者之手，而泰莫利亚国王则与帝国皇帝恩希尔签订了契约，保住了自己的王国；精灵女术士法兰茜斯卡被恩希尔任命为多尔·布雷坦纳的女王，条件是她不能公开支持松鼠党。在尼弗迦德，一个假的希里被带到恩希尔面前。他让假希里住在一座遥远的城堡里，同时秘密命令几名手下寻找真正的希里。他让一名占星师根据希里的准确出生日期和头发给她定位，并让御用验尸官兼特殊部队的负责人史凯伦派人在占星师指明的区域内搜寻希里，但不能伤害她。
希里在科拉兹沙漠中醒来，并在一只独角兽的帮助下勉强活了下来。独角兽在与沙漠怪物的搏斗中受伤，希里唤醒了自己潜藏的魔法力量为它疗伤。然而，她唤醒的魔力是如此强大，以至于她幻觉自己变成了无所不能的女巫，肆虐整个大陆。惊恐之余，她放弃了使用魔法，并被尼弗迦德雇佣的赏金猎人“捕兽人”抓住。在土匪团伙“耗子帮”的帮助下，她设法逃脱。她在耗子帮中获得了归属感，因为耗子帮和她一样都是战争难民。她自称法尔嘉，一个她在幻觉中看到的可怕女巫。

## 改编
电视剧《猎魔人》第三季的主要剧情以书中故事为基础。